# Antisabia
Antisabia is een geslacht van weekdieren uit de klasse van de Gastropoda (slakken).

## Soorten
- Antisabia centrifugalis (Marwick, 1931) †
- Antisabia foliacea (Quoy & Gaimard, 1835)
- Antisabia juliae Poulicek, Bussers & Vandewalle, 1997